# 趙國良
趙國良，香港中樂音樂家，擅長嗩吶。趙氐為中國音樂家協會民族管樂研究會會員，並對中國文化及科學有廣泛的研究，包括：心理學、聲學、文字學、《易經》、古陶瓷等。近年，趙老師更以三大新興「聲波科學」──「聲合作用」、「聲脈衝」及「腦醒覺」研究出「音樂養心」音樂療法，並由零六年起，連續三年與香港中樂團合作，舉辦「音樂養心」音樂會。

## 簡歷
- 2001年7月：首度接受香港電台《音樂養生》專題節目的訪問
- 2003年：成立「趙國良文化天地」，並積極推廣「音樂養心」音樂療法，更廣受香港及國內機構邀請舉辦有關講座。
- 2005年10月：獲國內廈門文化宮的邀請，主持「音樂與養生」講座，更獲得廈門日報的好評
- 2006年5月：再度接受香港電台《音樂養生》專題節目的訪問
- 2006年6月：獲香港中樂團的邀請，與閻惠昌及譚寶碩合作舉辦「五味共融.樂以養心」《音樂養心》音樂會
- 2006年11月：獲香港長者服務中心的邀請，為數十位長者及殘疾人士作音樂治療，更獲中央電視台的採訪
- 2007年5月：獲世界盲人協會的邀請，於網上作「音樂養心」的專題介紹
- 2007年6月：再次獲香港中樂團的邀請，與閻惠昌及譚寶碩合作舉辦「養心音樂四方劑」《音樂養心II》音樂會
- 2007年10月：獲廣東省歌舞劇院民族樂團的邀請，於廣州星海音樂廳舉辦「聽看觸聞嚐音樂Spa」《音樂養心》音樂會
- 2008年2月：與洪偉德合作，推出《音樂養心》音樂療法音樂專輯
- 2008年6月：第三度獲香港中樂團的邀請，與閻惠昌及譚寶碩合作舉辦「天籟之音.怡養身心」《音樂養心III》音樂會

## 音樂作品

### 專輯
- 2008年：
  - 《音樂養心》音樂療法音樂專輯－包括《養心》、《活肝》、《益脾》、《健肺》、《補腎》五個樂章

### 音樂會
- 2006年：
  - 「五味共融.樂以養心」《音樂養心》音樂會
- 2007年：
  - 「養心音樂四方劑」《音樂養心II》音樂會 
  - 「聽看觸聞嚐音樂Spa」《音樂養心》音樂會
- 2008年：
  - 「天籟之音.怡養身心」《音樂養心III》音樂會

### 音樂講座及示範
- 2003年：
  - 香港BQ親子會「音樂與健康」講座
  - 香港道教學院「五行音樂養生」講座
  - 香港失明人佛教會「音樂養心」講座
  - 北京市京城俱樂部「音樂養心」講座
- 2005年：
  - 廈門文化宮「音樂與養生」講座  （页面存档备份，存于）
- 2007年：
  - 香港盲人輔導會「音樂養心」講座

## 外部連結
- 趙國良文化天地 （页面存档备份，存于）